# Kungsbacka (comune)
Kungsbacka è un comune svedese di 74 734 abitanti, situato nella contea di Halland. Il suo capoluogo è la cittadina omonima.

## Località
Nel territorio comunale sono comprese le seguenti aree urbane (tätort):
| #  | Località          | Popolazione |
| -- | ----------------- | ----------- |
| 1  | Kungsbacka        | 17 784      |
| 2  | Onsala            | 11 375      |
| 3  | Billdal (parte)   | 9 609       |
| 4  | Åsa               | 3 218       |
| 5  | Särö              | 2 982       |
| 6  | Fjärås kyrkby     | 2 213       |
| 7  | Frillesås (parte) | 1 924       |
| 8  | Backa             | 1 516       |
| 9  | Vallda            | 1 439       |
| 10 | Anneberg          | 1 398       |
| 11 | Västra Hagen      | 810         |
| 12 | Ölmanäs           | 787         |
| 13 | Buerås            | 556         |
| 14 | Halla Heberg      | 509         |
| 15 | Lerkil            | 411         |
| 16 | Gundal och Högås  | 363         |
| 17 | Hagryd-Dala       | 355         |
| 18 | Hjälmared         | 341         |
| 19 | Brattås           | 339         |
| 20 | Kläppa            | 298         |
| 21 | Hjälm             | 251         |
| 22 | Röda Holme        | 201         |